# Кастильо, Себастьян
Себастья́н Алеха́ндро Касти́льо Пе́рес (исп. Sebastián Alejandro Castillo Pérez; род. 6 мая 2005, Эль-Тигре, Ансоатеги) — венесуэльский футболист, вингер клуба «Депортиво Ла Гуайра».

## Клубная карьера
Кастильо — воспитанник клуба «Самора». 10 июля 2022 года в матче против «Депортиво Лара» он дебютировал в венесуэльской Примеры. В начале 2023 года Кастильо перешёл в «Депортиво Ла Гуайра». 5 февраля в матче против «Монагас» он дебютировал за новую команду. 18 марта в поединке против «Саморы» Себастьян забил свой первый гол за «Депортиво Ла Гуайра».

## Международная карьера
В 2025 году Кастильо в составе молодёжной сборной Венесуэлы принял участие в молодёжном чемпионате Южной Америки в Венесуэле. На турнире он сыграл в матчах против сборных Чили, Перу, Парагвая и Уругвая.